# Mara Santangelo
Mara Santangelo, née le 28 juin 1981 à Latina en Italie est une joueuse de tennis italienne, professionnelle depuis 1998.
En 2006, elle fait partie de l'équipe italienne victorieuse de la finale de Fed Cup face à la Belgique.
En mai 2007, la meilleure saison de sa carrière, elle décroche en double dames son plus beau titre avec Alicia Molik, à Roland-Garros. Le mois suivant, avec la même partenaire, elle atteint les demi-finales à Wimbledon.

## Palmarès

### Titre en simple dames
| No | Date       | Nom et lieu du tournoi    | Catégorie | Dotation  | Surface    | Finaliste       | Score          |          |
| -- | ---------- | ------------------------- | --------- | --------- | ---------- | --------------- | -------------- | -------- |
| 1  | 13/02/2006 | Bangalore Open, Bangalore | Tier III  | 175 000 $ | Dur (ext.) | Jelena Kostanić | 3-6, 7-65, 6-3 | Parcours |

### Finale en simple dames
| No | Date       | Nom et lieu du tournoi         | Catégorie | Dotation  | Surface    | Vainqueure         | Score    |          |
| -- | ---------- | ------------------------------ | --------- | --------- | ---------- | ------------------ | -------- | -------- |
| 1  | 12/02/2007 | Sony Ericsson Int'l, Bangalore | Tier III  | 175 000 $ | Dur (ext.) | Yaroslava Shvedova | 6-4, 6-4 | Parcours |

### Titres en double dames
| No | Date       | Nom et lieu du tournoi                    | Catégorie | Dotation    | Surface         | Partenaire         | Finalistes                                    | Score              |          |
| -- | ---------- | ----------------------------------------- | --------- | ----------- | --------------- | ------------------ | --------------------------------------------- | ------------------ | -------- |
| 1  | 27/09/2004 | Gaz de France Stars Hasselt               | Tier III  | 170 000 $   | Moquette (int.) | Jennifer Russell   | Nuria Llagostera Vives Marta Marrero          | 6-3, 7-5           | Parcours |
| 2  | 05/02/2007 | Pattaya Open Pattaya                      | Tier IV   | 170 000 $   | Dur (ext.)      | Nicole Pratt       | Chan Yung-Jan Chuang Chia-Jung                | 6-4, 7-64          | Parcours |
| 3  | 02/04/2007 | Bausch & Lomb Championships Amelia Island | Tier II   | 600 000 $   | Terre (ext.)    | Katarina Srebotnik | Anabel Medina Virginia Ruano Pascual          | 6-3, 7-64          | Parcours |
| 4  | 14/05/2007 | Internazionali d'Italia Rome              | Tier I    | 1 340 000 $ | Terre (ext.)    | Nathalie Dechy     | Tathiana Garbin Roberta Vinci                 | 6-4, 6-1           | Parcours |
| 5  | 28/05/2007 | Roland-Garros Paris                       | G. Chelem | 8 978 567 $ | Terre (ext.)    | Alicia Molik       | Katarina Srebotnik Ai Sugiyama                | 7-65, 6-4          | Parcours |
| 6  | 20/08/2007 | Pilot Pen Tennis by Schick New Haven      | Tier II   | 600 000 $   | Dur (ext.)      | Sania Mirza        | Cara Black Liezel Huber                       | 6-1, 6-2           | Parcours |
| 7  | 05/01/2009 | ASB Classic Auckland                      | Intern'l  | 220 000 $   | Dur (ext.)      | Nathalie Dechy     | Nuria Llagostera Vives Arantxa Parra Santonja | 4-6, 7-63, [12-10] | Parcours |
| 8  | 02/03/2009 | Abierto Monterrey Monterrey               | Intern'l  | 220 000 $   | Dur (ext.)      | Nathalie Dechy     | Iveta Benešová B. Z. Strýcová                 | 6-3, 6-4           | Parcours |
| 9  | 18/05/2009 | Internationaux de Strasbourg Strasbourg   | Intern'l  | 220 000 $   | Terre (ext.)    | Nathalie Dechy     | Claire Feuerstein Stéphanie Foretz            | 6-0, 6-1           | Parcours |

### Finales en double dames
| No | Date       | Nom et lieu du tournoi                       | Catégorie | Dotation  | Surface    | Vainqueures                              | Partenaire     | Score         |          |
| -- | ---------- | -------------------------------------------- | --------- | --------- | ---------- | ---------------------------------------- | -------------- | ------------- | -------- |
| 1  | 11/10/2004 | Tashkent Open Tachkent                       | Tier IV   | 140 000 $ | Dur (ext.) | Adriana Serra Zanetti Ant. Serra Zanetti | Marion Bartoli | 1-6, 6-3, 6-4 | Parcours |
| 2  | 08/08/2005 | Nordea Nordic Light Open Stockholm           | Tier IV   | 140 000 $ | Dur (ext.) | Émilie Loit Katarina Srebotnik           | Eva Birnerová  | 6-4, 6-3      | Parcours |
| 3  | 06/08/2007 | East West Bank Classic Herbalife Los Angeles | Tier II   | 600 000 $ | Dur (ext.) | Květa Peschke Rennae Stubbs              | Alicia Molik   | 6-0, 6-1      | Parcours |

## Parcours en Grand Chelem

### En simple dames
| Année | Open d'Australie                                 | Open d'Australie                                | Internationaux de France                         | Internationaux de France | Wimbledon                                          | Wimbledon       | US Open         | US Open         |
| ----- | ------------------------------------------------ | ----------------------------------------------- | ------------------------------------------------ | ------------------------ | -------------------------------------------------- | --------------- | --------------- | --------------- |
| 2003  | Q3 \|\| style="text-align:left" \| Melinda Czink | Q1 \|\| style="text-align:left" \| Nina Dübbers | Q2 \|\| style="text-align:left" \| Eva Birnerová | 1er tour (1/64)          | Tathiana Garbin                                    |                 |                 |                 |
| 2004  | 4e tour (1/8)                                    | Justine Henin                                   | 1er tour (1/64)                                  | Yuliana Fedak            | 1er tour (1/64)                                    | Rita Grande     | 1er tour (1/64) | Tathiana Garbin |
| 2005  | 1er tour (1/64)                                  | Evie Dominikovic                                | 1er tour (1/64)                                  | Sandra Klösel            | 2e tour (1/32)                                     | Serena Williams | 1er tour (1/64) | Mary Pierce     |
| 2006  | 3e tour (1/16)                                   | Svetlana Kuznetsova                             | 2e tour (1/32)                                   | Svetlana Kuznetsova      | 1er tour (1/64)                                    | Amy Frazier     | 3e tour (1/16)  | Amélie Mauresmo |
| 2007  | 1er tour (1/64)                                  | Serena Williams                                 | 3e tour (1/16)                                   | Justine Henin            | 3e tour (1/16)                                     | Amélie Mauresmo | 1er tour (1/64) | Vera Dushevina  |
| 2008  | -                                                | -                                               | 1er tour (1/64)                                  | Zheng Jie                | 2e tour (1/32)                                     | Nadia Petrova   | -               | -               |
| 2009  | 1er tour (1/64)                                  | Flavia Pennetta                                 | 1er tour (1/64)                                  | Petra Martić             | Q1 \|\| style="text-align:left" \| Renata Voráčová | -               | -               |                 |

À droite du résultat, l’ultime adversaire.

### En double dames
| Année | Open d'Australie              | Open d'Australie            | Internationaux de France     | Internationaux de France   | Wimbledon                    | Wimbledon                   | US Open                      | US Open                   |
| ----- | ----------------------------- | --------------------------- | ---------------------------- | -------------------------- | ---------------------------- | --------------------------- | ---------------------------- | ------------------------- |
| 2004  | 1er tour (1/32) K. Marosi     | S. Jeyaseelan J. Kostanić   | 2e tour (1/16) J. Russell    | V. Ruano Paola Suárez      | 3e tour (1/8) J. Russell     | Navrátilová Lisa Raymond    | 1er tour (1/32) J. Russell   | E. Dementieva Ai Sugiyama |
| 2005  | 1/4 de finale J. Russell      | Navrátilová M. Paštiková    | 1er tour (1/32) J. Russell   | D. Hantuchová Ai Sugiyama  | 2e tour (1/16) J. Russell    | Anabel Medina Dinara Safina | 1er tour (1/32) Els Callens  | Ahsha Rolle Neha Uberoi   |
| 2006  | 1er tour (1/32) Eva Birnerová | A.-L. Grönefeld Shaughnessy | 2e tour (1/16) E. Gagliardi  | N. Dechy V. Zvonareva      | 2e tour (1/16) E. Gagliardi  | Mervana Jugić Emma Laine    | 2e tour (1/16) Roberta Vinci | Lisa Raymond S. Stosur    |
| 2007  | 1er tour (1/32) Chakvetadze   | Dinara Safina K. Srebotnik  | Victoire Alicia Molik        | K. Srebotnik Ai Sugiyama   | 1/2 finale Alicia Molik      | Cara Black Liezel Huber     | 3e tour (1/8) Alicia Molik   | Ágnes Szávay V. Uhlířová  |
| 2008  | -                             | -                           | 1er tour (1/32) Alicia Molik | Sara Errani B. Mattek      | 1er tour (1/32) Alicia Molik | T. Perebiynis A. Rosolska   | 2e tour (1/16) L. Šafářová   | Yan Zi Zheng Jie          |
| 2009  | 1/2 finale N. Dechy           | D. Hantuchová Ai Sugiyama   | 1er tour (1/32) N. Dechy     | V. Dushevina An. Rodionova | 1er tour (1/32) N. Dechy     | Y. Shvedova T. Tanasugarn   | -                            | -                         |

Sous le résultat, la partenaire ; à droite, l’ultime équipe adverse.

### En double mixte
| Année | Open d'Australie            | Open d'Australie           | Internationaux de France    | Internationaux de France | Wimbledon                     | Wimbledon                   | US Open                     | US Open                   |
| ----- | --------------------------- | -------------------------- | --------------------------- | ------------------------ | ----------------------------- | --------------------------- | --------------------------- | ------------------------- |
| 2005  | -                           | -                          | -                           | -                        | 3e tour (1/8) Martín García   | Mary Pierce M. Bhupathi     | -                           | -                         |
| 2006  | -                           | -                          | -                           | -                        | 1er tour (1/32) Martín García | B. Mattek Stephen Huss      | -                           | -                         |
| 2007  | 1er tour (1/16) Fyrstenberg | Sun Tiantian Julian Knowle | 2e tour (1/8) Simon Aspelin | Lisa Raymond Bob Bryan   | 2e tour (1/16) Simon Aspelin  | V. Dushevina Wesley Moodie  | 1er tour (1/16) Paul Hanley | Liezel Huber Jamie Murray |
| 2008  | -                           | -                          | -                           | -                        | 1er tour (1/32) Todd Perry    | A. Keothavong Ross Hutchins | -                           | -                         |
| 2009  | 2e tour (1/8) Simon Aspelin | I. Benešová Lukáš Dlouhý   | -                           | -                        | 2e tour (1/16) M. Mertiňák    | Cara Black Leander Paes     | -                           | -                         |

Sous le résultat, le partenaire ; à droite, l’ultime équipe adverse.

## Parcours en «Premier Mandatory» et «Premier 5»
Découlant d'une réforme du circuit WTA inaugurée en 2009, les tournois WTA « Premier Mandatory » et « Premier 5 » constituent les catégories d'épreuves les plus prestigieuses, après les quatre levées du Grand Chelem.

### En simple dames
| Année |              | Premier Mandatory         | Premier Mandatory      | Premier Mandatory | Premier Mandatory |       | Premier 5 | Premier 5 | Premier 5  | Premier 5 | Premier 5 | Premier 5 | Premier 5 |
| Année | Indian Wells | Miami                     | Madrid                 | Pékin             |                   | Dubaï | Rome      | Canada    | Cincinnati |           | Tokyo     |           |           |
| Année | Indian Wells | Miami                     | Madrid                 | Pékin             |                   | Doha  | Rome      | Canada    | Cincinnati |           | Wuhan     |           |           |
| Année | Indian Wells | Miami                     | Madrid                 | Pékin             |                   |       | Rome      | Canada    | Cincinnati |           |           |           |           |
| 2009  |              | 1er tour (1/64) T. Paszek | 2e tour (1/32) Peng S. |                   |                   |       |           |           |            |           |           |           |           |

Sous le résultat, l’ultime adversaire.

### En double dames
| Année                 | Premier Mandatory | Premier Mandatory     | Premier Mandatory  | Premier Mandatory     | Premier Mandatory   | Premier Mandatory | Premier Mandatory | Premier Mandatory   | Premier 5   | Premier 5 | Premier 5 | Premier 5           | Premier 5     | Premier 5 | Premier 5 | Premier 5 | Premier 5  | Premier 5  | Premier 5 | Premier 5 | Premier 5 | Premier 5 |
| Année                 | Indian Wells      | Indian Wells          | Miami              | Miami                 | Madrid              | Madrid            | Pékin             | Pékin               | Dubaï       | Dubaï     | Doha      | Doha                | Rome          | Rome      | Canada    | Canada    | Cincinnati | Cincinnati | Tokyo     | Tokyo     | Wuhan     | Wuhan     |
| --------------------- | ----------------- | --------------------- | ------------------ | --------------------- | ------------------- | ----------------- | ----------------- | ------------------- | ----------- | --------- | --------- | ------------------- | ------------- | --------- | --------- | --------- | ---------- | ---------- | --------- | --------- | --------- | --------- |
| 2009                  |                   |                       |                    |                       |                     |                   |                   |                     |             |           |           |                     |               |           |           |           |            |            |           |           |           |           |
| 1er tour (1/16) Dechy | Kops-Jones Spears | 1er tour (1/16) Dechy | Grönefeld Schnyder | 1er tour (1/16) Dechy | Hantuchová Sugiyama | —                 | —                 | 2e tour (1/8) Mirza | Black Huber |           |           | 2e tour (1/8) Dechy | Hsieh SW Peng | —         | —         | —         | —          | —          | —         |           |           |           |

N.B. : le nom de la partenaire se trouve sous le résultat ; le nom des ultimes adversaires se trouve à droite.

## Parcours aux Jeux olympiques

### En simple dames
| # | Date       | Nom de l'olympiade  | Surface    | Résultat        | Ultime adversaire | Score     |          |
| - | ---------- | ------------------- | ---------- | --------------- | ----------------- | --------- | -------- |
| 1 | 11/08/2008 | Olympic Games Pékin | Dur (ext.) | 1er tour (1/32) | Dinara Safina     | 6-3, 7-61 | Parcours |

### En double dames
| # | Date       | Nom de l'olympiade  | Surface    | Résultat        | Partenaire    | Ultimes adversaires               | Score         |          |
| - | ---------- | ------------------- | ---------- | --------------- | ------------- | --------------------------------- | ------------- | -------- |
| 1 | 11/08/2008 | Olympic Games Pékin | Dur (ext.) | 1er tour (1/16) | Roberta Vinci | Svetlana Kuznetsova Dinara Safina | 6-1, 3-6, 7-5 | Parcours |

## Parcours en Fed Cup
| #                                                               | Date       | Lieu                | Surface      | Gagnante(s)                    | Perdante(s)                     | Score          |          |
|                                                                 |            |                     |              |                                |                                 |                |          |
| 2005 - 1/4 de finale (groupe mondial) - Italie - Russie - 1 : 4 |            |                     |              |                                |                                 |                |          |
| 1                                                               | 23/04/2005 | Brindisi            | Terre (ext.) | Vera Dushevina Dinara Safina   | Tathiana Garbin Mara Santangelo | 6-3, 7-5       | Parcours |
|                                                                 |            |                     |              |                                |                                 |                |          |
| 2006 - 1/4 de finale (groupe mondial) - France - Italie - 1 : 4 |            |                     |              |                                |                                 |                |          |
| 2                                                               | 22/04/2006 | Nancy               | Terre (int.) | Mara Santangelo Roberta Vinci  | Émilie Loit Virginie Razzano    | 6-1, 6-4       | Parcours |
|                                                                 |            |                     |              |                                |                                 |                |          |
| 2006 - 1/2 finale (groupe mondial) - Espagne - Italie - 1 : 3   |            |                     |              |                                |                                 |                |          |
| 3                                                               | 15/07/2006 | Saragosse           | Terre (ext.) | Romina Oprandi Mara Santangelo | Virginia Ruano M. A. Sánchez    | Non joué       | Parcours |
|                                                                 |            |                     |              |                                |                                 |                |          |
| 2006 - Finale (groupe mondial) - Belgique - Italie - 2 : 3      |            |                     |              |                                |                                 |                |          |
| 4                                                               | 16/09/2006 | Charleroi           | Dur (int.)   | Mara Santangelo                | Kirsten Flipkens                | 6-73, 6-3, 6-0 | Parcours |
|                                                                 |            |                     |              |                                |                                 |                |          |
| 2007 - 1/4 de finale (groupe mondial) - Italie - Chine - 5 : 0  |            |                     |              |                                |                                 |                |          |
| 5                                                               | 21/04/2007 | Castellaneta Marina | Terre (ext.) | Mara Santangelo                | Sun Tiantian                    | 6-4, 6-2       | Parcours |
| 5                                                               | 21/04/2007 | Castellaneta Marina | Terre (ext.) | Mara Santangelo Roberta Vinci  | Sun Shengnan Sun Tiantian       | 6-2, 6-4       | Parcours |
|                                                                 |            |                     |              |                                |                                 |                |          |
| 2007 - 1/2 finale (groupe mondial) - Italie - France - 3 : 2    |            |                     |              |                                |                                 |                |          |
| 6                                                               | 14/07/2007 | Castellaneta Marina | Terre (ext.) | Amélie Mauresmo                | Mara Santangelo                 | 6-75, 6-0, 6-4 | Parcours |
|                                                                 |            |                     |              |                                |                                 |                |          |
| 2007 - Finale (groupe mondial) - Russie - Italie - 4 : 0        |            |                     |              |                                |                                 |                |          |
| 7                                                               | 15/09/2007 | Moscou              | Dur (int.)   | Svetlana Kuznetsova            | Mara Santangelo                 | 6-1, 6-2       | Parcours |
| 7                                                               | 15/09/2007 | Moscou              | Dur (int.)   | Elena Vesnina                  | Mara Santangelo                 | 6-2, 6-4       | Parcours |
| 7                                                               | 15/09/2007 | Moscou              | Dur (int.)   | Mara Santangelo Roberta Vinci  | Nadia Petrova Elena Vesnina     | Non joué       | Parcours |

## Classements WTA en fin de saison

### En simple
| Année | 1998 | 1999 | 2000 | 2001 | 2002 | 2003 | 2004 | 2005 | 2006 | 2007 | 2008 | 2009 |
| Rang  | 585  | 451  | 263  | 305  | 173  | 146  | 91   | 85   | 31   | 36   | 135  | 343  |

Source : (en) « Classements de Mara Santangelo », sur le site officiel du WTA Tour

### En double
| Année | 1998 | 1999 | 2000 | 2001 | 2002 | 2003 | 2004 | 2005 | 2006 | 2007 | 2008 | 2009 |
| Rang  | 470  | 363  | 245  | 281  | -    | 114  | 90   | 71   | 41   | 9    | 198  | 40   |

Source : (en) « Classements de Mara Santangelo », sur le site officiel du WTA Tour